# Babar (distrito)
Babar é um distrito localizado na província de Khenchela, Argélia, e cuja capital é a cidade de mesmo nome. A população total do distrito era de 33 812 habitantes, em 2008.

## Comunas
O distrito é composto por apenas uma comuna:
- Babar